# Principe de bout en bout
Le principe de bout en bout (en anglais : end-to-end principle) est un principe central de l'architecture du réseau Internet.
Il énonce que « plutôt que d’installer l’intelligence au cœur du réseau, il faut la situer aux extrémités : les ordinateurs au sein du réseau n’ont à exécuter que les fonctions très simples qui sont nécessaires pour les applications les plus diverses, alors que les fonctions qui sont requises par certaines applications spécifiques seulement doivent être exécutées en bordure de réseau. Ainsi, la complexité et l’intelligence du réseau sont repoussées vers ses lisières. Des réseaux simples pour des applications intelligentes. »

## Exemple
Chiffrement de bout en bout : Les messages envoyés au destinataire sont chiffrés localement avant même d'être envoyés sur le réseau. Le serveur lui ne fait rien d'autre que relayer le message chiffré et c'est le client du destinataire qui déchiffre le message, la transaction est ainsi sécurisée indépendamment du serveur donnant ses services qui, lui, pourrait être compromis. Il ne faut donc pas se baser sur lui. On peut par exemple citer le plug-in OTR pour Pidgin.

## Histoire
Dans les années 1960, Paul Baran et Donald Davies, dans leurs pre-ARPANET élaborations de réseautage, ont fait des commentaires sur la fiabilité. Le document de Baran daté de 1964 déclare : "La fiabilité et les taux d’erreur bruts sont secondaires. Le réseau doit être construit en prévision de graves dommages de toute façon. Il existe de puissantes méthodes d’élimination des erreurs." :5 En allant plus loin, Davies a saisi l’essence du principe de bout en bout; dans son document de 1967, il déclare que les utilisateurs du réseau se fourniront un contrôle des erreurs : "On pense que tous les utilisateurs du réseau se fourniront une sorte de contrôle des erreurs et qu’il ne sera pas difficile de faire apparaître un paquet manquant. Pour cette raison, la perte de paquets, si elle est suffisamment rare, peut être tolérée."
Fort de ces idées, et cherchant à améliorer la mise en oeuvre dans l’ARPANET,[15] le réseau CYCLADES de Louis Pouzin a été le premier à mettre en œuvre des datagrammes dans un réseau large et à rendre les hôtes responsables de la fiabilité de la livraison des données, plutôt que d’être un service centralisé du réseau lui-même. Ces concepts seront implémentés dans cette fonctionnalité de réseau dans l’architecture TCP/IP.

## Solutions bout en bout
Il ne faut pas confondre le "Principe bout en bout" avec les "Solutions bout en bout".
Une solution est considérée comme de "bout en bout" lorsqu’un fournisseur propose tous les composants logiciels et matériels requis pour répondre aux besoins d'un client. Cela sans faire appel à des fournisseurs ou logiciels extérieurs et en fournissant l'installation et la configuration.